# Russelia pubescens
Russelia pubescens är en grobladsväxtart som beskrevs av Cyrus Longworth Lundell. Russelia pubescens ingår i släktet Russelia och familjen grobladsväxter. Inga underarter finns listade i Catalogue of Life.